# Saint-Gatien-des-Bois
Saint-Gatien-des-Bois – miejscowość i gmina we Francji, w regionie Normandia, w departamencie Calvados.
Według danych na rok 1990 gminę zamieszkiwały 1182 osoby, a gęstość zaludnienia wynosiła 24 osoby/km² (wśród 1815 gmin Dolnej Normandii Saint-Gatien-des-Bois plasuje się na 196. miejscu pod względem liczby ludności, natomiast pod względem powierzchni na miejscu 6.).